# Tekella
Tekella és un gènere d'aranyes araneomorfes de la família dels ciatolípids (Cyatholipidae). Fou descrita per primera vegada l'any 1894 per Urquhart. Es troben a Nova Zelanda.

## Taxonomia
Tekella, segons el World Spider Catalog de 2015, és un gènere amb 5 espècies:
- Tekella absidataUrquhart, 1894
- Tekella bisetosaForster, 1988
- Tekella lineataForster, 1988
- Tekella nemoralis(Urquhart, 1889)
- Tekella unisetosaForster, 1988